# Calendario (canción)
«Calendario» es una canción y el segundo sencillo de la agrupación mexicana tapatía Playa Limbo perteneciente a su tercer álbum de estudio El Tren de la Vida (2012). Fue lanzado en septiembre del 2012 junto con el video oficial; cuenta con más de 13 millones de reproducciones desde su estreno.

## Información general
La canción fue escrita y producida por los mismos miembros del grupo (María León) y con la música de Jorge Corrales, Ángel Baillo y Servando Yáñez. Además confirmaron el lanzamiento de la canción junto con el álbum en su cuenta oficial de Twitter en agosto del 2012.